# Scaphiodontophis
Scaphiodontophis este un gen de șerpi din familia Colubridae.

Cladograma conform Catalogue of Life:
| Scaphiodontophis | \| \| Scaphiodontophis annulatus \| \| \| \| \| \| Scaphiodontophis venustissimus \| \| \| \| |
|                  | \| \| Scaphiodontophis annulatus \| \| \| \| \| \| Scaphiodontophis venustissimus \| \| \| \| |
|                  | Scaphiodontophis annulatus                                                                    |
|                  |                                                                                               |
|                  | Scaphiodontophis venustissimus                                                                |
|                  |                                                                                               |